# Gran Premio d'Italia 1971
Il Gran Premio d'Italia 1971, XLII Gran Premio d'Italia e nona gara del Campionato mondiale di Formula 1 1971, si è svolto il 5 settembre 1971 all'Autodromo nazionale di Monza ed è stato vinto da Peter Gethin su BRM.
Fu l'ultimo Gran Premio disputato su un circuito brianzolo senza chicane; anche viste le enormi velocità che le vetture raggiunsero in quest'edizione, dall'anno successivo furono introdotte due varianti per rallentare le vetture nelle curve più pericolose del tracciato, ovvero la Grande e quella del Vialone.

## Qualifiche
| Pos | N. | Pilota             | Costruttore           | Squadra                           | Tempo   | Distacco |
| --- | -- | ------------------ | --------------------- | --------------------------------- | ------- | -------- |
| 1   | 12 | Chris Amon         | Matra                 | Equipe Matra Sports               | 1'22"40 | -        |
| 2   | 3  | Jacky Ickx         | Ferrari               | Scuderia Ferrari SpA SEFAC        | 1'22"82 | + 0.42   |
| 3   | 20 | Jo Siffert         | BRM                   | Yardley Team BRM                  | 1'23"03 | + 0.63   |
| 4   | 19 | Howden Ganley      | BRM                   | Yardley Team BRM                  | 1'23"15 | + 0.75   |
| 5   | 2  | François Cevert    | Tyrrell-Ford          | Elf Team Tyrrell                  | 1'23"41 | + 1.01   |
| 6   | 25 | Ronnie Peterson    | March-Ford            | STP March Racing Team             | 1'23"46 | + 1.06   |
| 7   | 30 | Jackie Stewart     | Tyrrell-Ford          | Elf Team Tyrrell                  | 1'23"61 | + 1.21   |
| 8   | 4  | Clay Regazzoni     | Ferrari               | Scuderia Ferrari SpA SEFAC        | 1'23"69 | + 1.29   |
| 9   | 11 | Tim Schenken       | Brabham-Ford          | Motor Racing Developments Ltd     | 1'23"73 | + 1.33   |
| 10  | 16 | Henri Pescarolo    | March-Ford Cosworth   | Frank Williams Racing Cars        | 1'23"77 | + 1.37   |
| 11  | 18 | Peter Gethin       | BRM                   | Yardley Team BRM                  | 1'23"88 | + 1.48   |
| 12  | 21 | Helmut Marko       | BRM                   | Yardley Team BRM                  | 1'23"96 | + 1.56   |
| 13  | 14 | Jackie Oliver      | McLaren-Ford Cosworth | Bruce McLaren Motor Racing        | 1'24"09 | + 1.69   |
| 14  | 10 | Graham Hill        | Brabham-Ford Cosworth | Motor Racing Developments Ltd     | 1'24"27 | + 1.87   |
| 15  | 7  | John Surtees       | Surtees-Ford Cosworth | Brooke Bond Oxo Team Surtees      | 1'24"45 | + 2.05   |
| 16  | 24 | Mike Beuttler      | March-Ford Cosworth   | Clarke-Mordaunt-Guthrie Racing    | 1'25"01 | + 2.61   |
| 17  | 9  | Mike Hailwood      | Surtees-Ford Cosworth | Team Surtees                      | 1'25"17 | + 2.77   |
| 18  | 5  | Emerson Fittipaldi | Lotus-Pratt & Whitney | World Wide Racing                 | 1'25"18 | + 2.78   |
| 19  | 22 | Nanni Galli        | March-Ford Cosworth   | STP March Racing Team             | 1'25"19 | + 2.79   |
| 20  | 23 | Andrea De Adamich  | March-Alfa Romeo      | STP March Racing Team             | 1'25"78 | + 3.38   |
| 21  | 28 | Jo Bonnier         | McLaren-Ford Cosworth | Ecurie Bonnier                    | 1'26"14 | + 3.74   |
| 22  | 27 | Silvio Moser       | Bellasi-Ford Cosworth | Jolly Club Switzerland            | 1'26"54 | + 4.14   |
| 23  | 8  | Rolf Stommelen     | Surtees-Ford Cosworth | Auto Motor Und Sport Team Surtees | 1'27"92 | + 5.52   |
| 24  | 26 | Jean-Pierre Jarier | March-Ford Cosworth   | Shell Arnold Team                 | 1'28"19 | + 5.79   |

## Gara
| Pos | N. | Pilota             | Costruttore           | Giri | Tempo/Ritiro     | Pos. Griglia | Punti |
| --- | -- | ------------------ | --------------------- | ---- | ---------------- | ------------ | ----- |
| 1   | 18 | Peter Gethin       | BRM                   | 55   | 1:18:12.60       | 11           | 9     |
| 2   | 25 | Ronnie Peterson    | March-Ford            | 55   | + 0.01           | 6            | 6     |
| 3   | 2  | François Cevert    | Tyrrell-Ford          | 55   | + 0.09           | 5            | 4     |
| 4   | 9  | Mike Hailwood      | Surtees-Ford          | 55   | + 0.18           | 17           | 3     |
| 5   | 19 | Howden Ganley      | BRM                   | 55   | + 0.61           | 4            | 2     |
| 6   | 12 | Chris Amon         | Matra                 | 55   | + 32.36          | 1            | 1     |
| 7   | 14 | Jackie Oliver      | McLaren-Ford          | 55   | + 1:24.83        | 13           |       |
| 8   | 5  | Emerson Fittipaldi | Lotus-Pratt & Whitney | 54   | + 1 Giro         | 18           |       |
| 9   | 20 | Jo Siffert         | BRM                   | 53   | + 2 Giri         | 3            |       |
| 10  | 28 | Jo Bonnier         | McLaren-Ford          | 51   | + 4 Giri         | 21           |       |
| Rit | 10 | Graham Hill        | Brabham-Ford          | 47   | Cambio           | 14           |       |
| NC  | 26 | Jean-Pierre Jarier | March-Ford            | 47   | Non Classificato | 24           |       |
| NC  | 24 | Mike Beuttler      | March-Ford            | 41   | Motore           | 16           |       |
| Rit | 16 | Henri Pescarolo    | March-Ford            | 40   | Sospensione      | 10           |       |
| Rit | 23 | Andrea De Adamich  | March-Alfa Romeo      | 33   | Motore           | 20           |       |
| Rit | 4  | Clay Regazzoni     | Ferrari               | 17   | Motore           | 8            |       |
| Rit | 3  | Jacky Ickx         | Ferrari               | 15   | Motore           | 2            |       |
| Rit | 30 | Jackie Stewart     | Tyrrell-Ford          | 15   | Motore           | 7            |       |
| Rit | 22 | Nanni Galli        | March-Ford            | 11   | Probl. Elettrici | 19           |       |
| Rit | 11 | Tim Schenken       | Brabham-Ford          | 5    | Sospensione      | 9            |       |
| Rit | 27 | Silvio Moser       | Bellasi-Ford          | 5    | Sospensione      | 22           |       |
| Rit | 21 | Helmut Marko       | BRM                   | 3    | Motore           | 12           |       |
| Rit | 7  | John Surtees       | Surtees-Ford          | 3    | Motore           | 15           |       |
| Rit | 8  | Rolf Stommelen     | Surtees-Ford          | 0    | Incidente        | 23           |       |

## Statistiche
Piloti
- 1° e unica vittoria per Peter Gethin
- 1° e unico podio per Peter Gethin
- 1° e unico giro più veloce per Henri Pescarolo
- 1º Gran Premio per Jean-Pierre Jarier
- Ultimo Gran Premio per Silvio Moser

Costruttori
- 1° e unico titolo mondiale per la Tyrrell
- 16° vittoria per la BRM
- Ultimo Gran Premio per la Bellasi

Motori
- 17° vittoria per il motore BRM
- 1ª pole position per il motore Matra
- Ultimo Gran Premio per il motore Pratt & Whitney

Giri al comando
- Clay Regazzoni (1-3, 9)
- Ronnie Peterson (4-7, 10-14, 17-22, 24, 26, 33, 47-50, 54)
- Jackie Stewart (8)
- François Cevert (15-16, 23, 31-32, 34, 36)
- Mike Hailwood (25, 27, 35, 42, 51)
- Jo Siffert (28-30)
- Chris Amon (37-41, 43-46)
- Peter Gethin (52-53, 55)

## Classifiche

### Piloti
| Pos. | Pilota               | Punti |
| ---- | -------------------- | ----- |
| 1    | Jackie Stewart       | 51    |
| 2    | Ronnie Peterson      | 23    |
| 3    | Jacky Ickx           | 19    |
| 4    | Emerson Fittipaldi   | 16    |
| 5    | François Cevert      | 16    |
| 6    | Jo Siffert           | 13    |
| 7    | Mario Andretti       | 12    |
| 8    | Clay Regazzoni       | 12    |
| 9    | Peter Gethin         | 9     |
| 10   | Pedro Rodríguez      | 9     |
| 11   | Chris Amon           | 9     |
| 12   | Reine Wisell         | 7     |
| 13   | Denny Hulme          | 6     |
| 14   | Tim Schenken         | 5     |
| 15   | Henri Pescarolo      | 4     |
| 16   | Mike Hailwood        | 3     |
| 17   | John Surtees         | 3     |
| 18   | Rolf Stommelen       | 3     |
| 19   | Graham Hill          | 2     |
| 20   | Howden Ganley        | 2     |
| 21   | Jean-Pierre Beltoise | 1     |

### Costruttori
| Pos. | Team         | Punti |
| ---- | ------------ | ----- |
| 1    | Tyrrell-Ford | 55    |
| 2    | Ferrari      | 32    |
| 3    | BRM          | 30    |
| 4    | March-Ford   | 24    |
| 5    | Lotus-Ford   | 19    |
| 6    | Matra        | 9     |
| 7    | Surtees-Ford | 8     |
| 8    | McLaren-Ford | 6     |
| 9    | Brabham-Ford | 5     |